# Alibi.com 2
Série
Alibi.com
(2017)
Pour plus de détails, voir Fiche technique et Distribution.
Alibi.com 2 est une comédie française réalisée par Philippe Lacheau, sortie en 2023.
Le film débute alors que Greg demande Flo en mariage. Les parents de Flo veulent d'abord rencontrer les parents de Greg avant le mariage. Celui-ci n'assumant pas les activités de ces derniers, entre son père escroc et sa mère actrice de charme, il décide de rouvrir son agence avec l'aide de ses amis Augustin et Mehdi, pour un ultime Alibi et se trouver de faux parents plus présentables. Toutefois, comme il fallait s'y attendre, rien ne va se passer comme prévu.
Il s'agit de la suite du film Alibi.com (2017).

## Synopsis
Greg (Grégory) et Flo (Florence) sont toujours en couple mais Flo commence à se lasser car plutôt que de s'occuper d'elle, Greg fait des maquettes de bateaux et est membre d'un club de retraités fans comme lui de ce type de maquettes. Flo tente de le séduire en faisant la femme fatale mais se fait surprendre par le voisin, magistrat qui se plaint de Lookie, chien de Flo qui va tout le temps chez lui.
Greg veut épouser Flo et choisit de faire sa demande au restaurant ; Gérard, le père de Flo, vend la mèche trop vite et Flo n'a plus la surprise de la demande, surtout que Greg se contente de lui faire une demande simple en montrant la bague alors qu'au même moment, une autre demande avec inscription sur un écran du nom de la future mariée et feu d'artifice a lieu.
Flo accepte et la nouvelle est annoncée aux parents de Flo, Gérard et Marlène (qui s’est lancée dans la défense animale) sont enthousiastes mais veulent à tout prix rencontrer les parents de Greg que ce dernier leur a caché jusqu'à présent.
Greg est sceptique car son père est un escroc au casier judiciaire chargé et sa mère est une vedette de films érotiques.
Marlène montre à Greg et à Flo la cassette vidéo de son mariage avec Gérard... mais la cassette a été réenregistrée et arrive un film érotique enregistré par Gérard avec en vedette la mère de Greg sans que les parents de Flo ne le sachent.
Désespéré, Greg rappelle ses amis et ex-associés Augustin et Mehdi pour qu'ils l'aident à trouver un alibi pour son mariage. Il faut d'abord trouver une "fausse" mère qui soit peu attrayante pour Gérard, discrète et sans charisme puis un "faux" père qui aime les animaux, qui joue du piano, qui ait du charisme et du sex-appeal pour plaire à Marlène. Ils arrivent à trouver ces personnes, Thierry et Dominique, et le repas avec les parents de Flo se passe bien... surtout lorsqu' Augustin souffle à l'aide d'une oreillette aux faux parents ce qu'ils doivent raconter.
Plus tard, Greg va voir son vrai père qui habite dans une belle maison... mais Greg se rend compte que son père squatte la maison pour entreposer des animaux en cages pendant l'absence des vrais propriétaires... qui rentrent plus tôt que prévu. Greg est arrêté et est condamné par un juge (le voisin de Greg et Flo) à porter un bracelet électronique pour intrusion dans une propriété privée. Il ne pourra donc pas aller jusqu'au château où Flo veut organiser le mariage. Il dit alors à des Gitans (rencontrés dans le premier film) qu'il y a de la place pour eux dans ce château.
Flo et Greg décident d'organiser le mariage chez eux... mais à la suite de la mise en marche involontaire de la tondeuse à gazon, une partie des cheveux de Flo est tondue. Flo apprend dans le même temps par Mehdi que l'enterrement de vie de garçon de Greg sera à Marrakech alors que Greg est occupé avec ses parents (qui se sont entendus pour une fois) en leur faisant croire que la maison du voisin (qui est parti en vacances) est la sienne avec une "fausse" fiancée. Munie d'une oreillette, elle répète ce qu'Augustin lui souffle... mais dépassé par les événements, Augustin a des jurons et laisse le casque branché sur la radio... ce qui fait passer la fiancée pour profondément débile et vulgaire.
Greg s'introduit en douce chez lui alors qu'il est censé être au Maroc et que Gérard et Marlène sont là et sortent de la douche en serviette. Greg, masqué, essaie de s'enfuir en leur faisant peur mais au lieu de prendre une arme blanche prend un ustensile de cuisine. Gérard se défend alors qu'il est tout nu et finit la tête coincée. Il subit involontairement des coups de fil électrique de la part de Marlène et reçoit une assiette dans le postérieur.
Deux mariages parallèles vont être organisés, le "faux" avec les vrais parents de Greg et la fausse fiancée chez le voisin où la fiancée devra dire qu'elle refuse de se marier et le vrai avec Flo et les "faux" parents de Greg.
Entre-temps, Flo va fêter son enterrement de vie de jeune fille à Marrakech et espère croiser Greg. Greg demande alors à la filiale d'alibi.com au Maroc d'empêcher cela ; à la fin de leur soirée de fête, les filles découvrent une montagne de chaussures dans leur maison et un homme scotché au plafond... une manipulation de Hafid l’opérateur d'Abibi.com (Alibi.com au Maroc) qui s’est mis dans le Téléviseur en se faisant passer pour un présentateur télé, il leur fait croire qu'elles ont volé les chaussures de croyants à l'entrée d'une mosquée et qu'elles ont kidnappé un homme. Lorsqu'une amie de Flo met un coup sur la tête à l’homme qu’il s’était réveillé et voulait dire quelque chose, une des femmes propose de le mettre dans une valise mais sans faire exprès Hafid dit « pas dans une valise » les filles trouvent ça louche et elles visualisent l’écran de la soi-disant émissions de télévision où il est obligé de dire qu’il s’agit d’un livre récemment sorti. Elles décident de s'enfuir et de revenir en France.
Le soir, alors qu’Augustin finalise le plan, il se trouve les fesses collées aux toilettes et apprend que c’est Thierry, le "faux" père de Greg, qui l’a fait. En hackant son ordinateur, il découvre que Thierry est une victime d’Alibi.com qui veut se venger en sabotant le mariage de Greg en avouant la mascarade, car sa société avait aidé sa femme à le tromper avec son voisin. Il se précipite aussitôt pour aller les avertir.
"Les" mariages vont avoir lieu et tant bien que mal, les mensonges ont l'air de tenir mais tout finit par être dévoilé : la fausse fiancée répond " oui" au lieu de dire "non", le gitan débarque pour massacrer Mehdi et Augustin parce qu’ils ont couché avec sa femme, Augustin est poursuivie par les oncles de Greg car il a involontairement blessé un joueur de leurs équipes de foot, le voisin entre plus tôt de vacances et la cloison entre les deux propriétés tombe en morceaux après qu'une voiture de police l'ait heurtée et s’ensuit une bagarre entre les deux mariages. Tout le monde comprend alors le stratagème de Greg... et tout le monde finit par s'en aller.
Greg et Flo passent chez le juge aux affaires familiales pour divorcer où Flo lui dit qu'ils peuvent rester bons amis. Greg se rend compte par la suite que Flo fréquente un certain Hugo et est invité à leur mariage ; il s'y rend en ayant prévu de le saboter avec l'aide d'Augustin. Il se rend compte que c'est bien lui qui va se marier à Flo et qu'elle l'a manipulé pour lui rendre la monnaie de sa pièce et lui faire croire qu'elle allait se marier avec quelqu'un d'autre. Malheureusement, Greg n'a pas le temps de prévenir Augustin qui arrive en hélicoptère et largue un tonneau d'eau de citerne à incendie qui inonde tous les invités, rappelant le Ice Bucket Challenge.
Flo dit à Greg qu'il le paiera très cher.

## Fiche technique
Sauf indication contraire, les informations mentionnées dans cette section peuvent être confirmées par les bases de données cinématographiques IMDb et Allociné,  présentes dans la section « Liens externes ».
- Titre original : Alibi.com 2
- Réalisation : Philippe Lacheau
- Scénario : Pierre Lacheau, Philippe Lacheau, Julien Arruti et Pierre Dudan
- Musique : Michaël Tordjman et Maxime Desprez
- Décors : Samuel Teisseire
- Photographie : Pierric Gantelmi d'Ille
- Montage : Antoine Vareille
- Production : Christophe Cervoni, Marc Fiszman
- Société de production : Fechner Films ; CN5 Productions, Studiocanal, TF1 Films Production et TF1 Droits Audiovisuels (coproduction); SOFICA Palatine Etoile 20 (en association avec)
- Société de distribution : Studiocanal (France)
- Budget : 14,2 millions d'€
- Pays de production :  France
- Genre : comédie
- Durée : 88 minutes
- Dates de sortie :
  - France : 7 janvier 2023 (avant-première à Paris) ; 8 février 2023 (sortie nationale)

## Distribution
Sauf indication contraire, les informations mentionnées dans cette section peuvent être confirmées par la base de données cinématographiques IMDb,  présente dans la section « Liens externes ».
- Philippe Lacheau : Grégory Van Huffel / Miguel (l'ex de Shana)
- Élodie Fontan : Florence Martin
- Julien Arruti : Augustin
- Tarek Boudali : Mehdi
- Nathalie Baye : Marlène Martin, la mère de Florence
- Didier Bourdon : Gérard Martin, le père de Florence
- Gérard Jugnot : Daniel, le vrai père de Grégory
- Arielle Dombasle : Apolline, la vraie mère de Grégory
- Reem Kherici : Shana, la fausse épouse de Grégory
- Catherine Benguigui : Dominique, la fausse mère de Grégory
- Georges Corraface : Thierry, le faux père de Grégory
- Philippe Duquesne : Maurice
- Medi Sadoun : Marco Garcia, le gitan
- Redouane Bougheraba : Djamel, assistant de Hafid
- Alexandra Lamy : Audrey, la mère de famille et cliente d'Alibi.com
- Philippe Lellouche : le mari d'Audrey
- Gad Elmaleh : Hafid, opérateur d'Abibi.com (Alibi.com du Maroc)
- Pascal Obispo : lui-même
- Patrick Fiori : lui-même
- Paco Boisson : Mr Comard
- Françoise Rémont : la grand-mère de Grégory
- Michaël Vander-Meiren : l'oncle
- Élisa Servier : Nathalie, la marraine de Grégory
- Éric Delcourt : Jean-Pierre
- Vincent Ropion : l'animateur de Rendez-vous en terre pas connue
- Eriq Ebouaney : Mr Moreau
- Edgar-Yves : l'avocat de Greg
- Jean-Yves Chilot : le faux père qui « aime les animaux »
- Arnaud Demanche : le journaliste de LCI
- Seth Gueko : le mec jaloux qui sort de prison

## Production

### Attribution des rôles
En février 2022, la suite d'Alibi.com est bien confirmée avec le retour des membres de la bande à Fifi ainsi que celui de Nathalie Baye et Didier Bourdon. L'acteur Gérard Jugnot est également annoncé dans la distribution. Plus tard, la distribution est complétée avec l'annonce d'Arielle Dombasle, Alexandra Lamy et encore Gad Elmaleh.
Pascal Obispo révèle sur ses réseaux sociaux sa participation au long-métrage en publiant le 3 juin 2022 une photo en compagnie de Philippe Lacheau.

### Tournage
Après un premier communiqué en février 2022, l'annonce est faite du début du tournage le 13 mai 2022, en région parisienne, dont la sortie est fixée au 8 février 2023, soit 6 années après le précédent volet,. Le tournage prend fin le 23 juillet 2022, comme annoncé par l'actrice Reem Kherici sur les réseaux sociaux. Trois jours de tournages ont lieu au Maroc.

## Accueil

### Promotion
Le 12 décembre 2022 est publiée la bande-annonce du film.
Le long-métrage est projeté le 16 janvier 2023, hors compétition, pour l'ouverture du Festival International du Film de Comédie de l'Alpe d'Huez 2023.

### Accueil critique
En France, le site Allociné donne la note de 3⁄5, après avoir recensé 17 critiques de presse.
La presse est globalement positive à l'égard du nouveau long-métrage de Philippe Lacheau. Toutefois des disparités existent. Ainsi, Le Parisien se montre très excité par cette nouvelle comédie, tout comme Caroline Vié pour 20 Minutes : « Dès les premières images, les gags potaches et assumés comme tels sont au centre d’une action mise en scène avec un soin méticuleux. [...] La séquence finale où le public ne sait plus où donner de la tête tant les péripéties gaguesques s’enchaînent fait une démonstration éclatante de la maîtrise du réalisateur. » ; et d'ajouter : « La complicité entre les actrices et les acteurs unis sous sa houlette fait ressentir une grande tendresse pour cette comédie pleine d’entrain et dépourvue de la moindre méchanceté ».
Plus mitigé, Le Journal du dimanche reconnait des mérites au film, ainsi que des moments comiques dans la ligne du premier volet : « C’est potache, vulgaire comme il faut, sans prétention et terriblement efficace. ».
Un peu dans le même état d'esprit, le critique de La Voix du Nord est un peu plus déçu par cette nouvelle production du réalisateur. L'auteur reproche le côté « paillard » du long-métrage et « certaines répliques tendance siècle dernier [qui] meurtrissent les oreilles ». Pour le scénario, celui-ci est décrit en « roue-libre ». Le critique reconnait un réalisateur « généreux », qui réussit à « insuffler une énergie follement burlesque dans un récit qui ne recule devant aucune aberration pour assouvir son addiction aux gags, visuels notamment. ». Le critique conclut son article sur ces mots : « Démarrage poussif mais ensuite, ça n’arrête plus. Bilan : il y a forcément un moment où on rit. ».
Pour le site Écran Large, le critique Lino Cassinat semblait être intéressé par les précédentes production de la bande à Fifi, mais pour ce film, il parle d'une « douche glaciale (...), comme si un Tortank venait d'éteindre un Salamèche avec un torrent de vannes pas drôles et de gags fainéants tirés à l'hydrocanon ». Sa conclusion : « On adorerait aimer la bande à Fifi. On a même failli l'aimer. Mais avec un (télé)film comme Alibi.com 2, elle semble préférer revenir à ses premières amours. Encore un comme ça et on demandera le divorce. ».
Pour le site Première, François Léger livre une critique peu enthousiaste, parlant d'un film qui ne s'embête « pas une seconde avec une quelconque forme de vraisemblance. Les situations rocambolesques s'enchaînent ainsi à la vitesse de l'éclair, l'une chassant l'autre sans plus de procès ». La prestation de Didier Bourdon paraît rehausser le niveau.

### Box-office
Pour son premier jour d'exploitation en France, Alibi.com 2 a réalisé 173 635 entrées, dont 80 917 en avant-première, pour un total de 2 808 séances proposées. Ce chiffre est comparable à celui du précédent volet, qui avait réalisé 182 009 entrées. En comptant l’ensemble des billets vendus pendant ce premier jour, le film se positionne en première place du box-office des nouveautés pour sa journée de démarrage, devant Sacrées momies (37 213) et Titanic (26 671), alors en reprise pour son 25e anniversaire.
| N° | En 2023, semaine du | France | France    | France               |
| N° | En 2023, semaine du | Rang   | Entrées   | Cumul                |
| -- | ------------------- | ------ | --------- | -------------------- |
| 1  | 8 au 14 février     | 1      | 1 017 788 | 1 098 888 (avec AVP) |
| 2  | 15 au 21 février    | 1      | 1 007 416 | 2 025 204            |
| 3  | 22 au 28 février    | 1      | 798 133   | 2 823 337            |
| 4  | 1er au 7 mars       | 2      | 400 063   | 3 304 500            |
| 5  | 8 au 14 mars        | 4      | 263 517   | 3 568 017            |
| 6  | 15 au 21 mars       | 4      | 302 253   | 3 870 486            |
| 7  | 22 au 28 mars       | 6      | 139 598   | 4 009 868            |
| 8  | 29 mars au 4 avril  | 8      | 100 091   | 4 109 959            |
| 9  | 5 au 11 avril       | 7      | 66 387    | 4 176 346            |
| 10 | 12 au 18 avril      | 13     | 42 361    | 4 218 707            |
| 11 | 19 au 25 avril      | 18     | 32 018    | 4 250 725            |
| 12 | 26 avril au 2 mai   | /      | 16 664    | 4 267 389            |
| 13 | 3 au 9 mai          | /      | 5 977     | 4 273 366            |
| 14 | 10 au 16 mai        | /      | 2 534     | 4 275 900            |
| 15 | 17 au 23 mai        | /      | 1 485     | 4 277 385            |
| 16 | 24 au 30 mai        | /      | 568       | 4 277 953            |
| 17 | 1er au 6 juin       | /      | 18        | 4 277 971            |

Au bout d'une première semaine d'exploitation en France, le long-métrage de Philippe Lacheau totalise 1 017 788 d'entrées, plaçant le film en première position du box-office hebdomadaire pour un total de 18 749 séances, et une moyenne de 56 spectateurs par projection, le meilleur rapport de la semaine. Le film est suivi au box-office par Astérix et Obélix : L'Empire du Milieu (1 009 899) et Avatar : La Voie de l'eau (298 132).
La semaine suivante, la comédie réussit à réitérer son score de la semaine précédente en engrangeant 1 007 416 d'entrées supplémentaires. Le film se positionne en première place du box-office hebdomadaire, devant Astérix et Obélix : L'Empire du Milieu (756 276) ainsi que Ant-Man et la Guêpe : Quantumania (735 356).
Pour sa sixième semaine d'exploitation en France, profitant du Printemps du cinéma 2023, le long-métrage engrange 302 253 entrées supplémentaires, pour une quatrième place au box-office hebdomadaire, derrière la comédie française Mon crime (309 967) et devant la comédie dramatique La Chambre des merveilles (298 308). À ce stade, le film devient le plus grand succès de la Bande à Fifi dépassant le record établi par le précédent opus, Alibi.com. Par la même occasion, le film devient le second plus gros succès du cinéma français pour ce début d'année 2023.
Au cours de sa septième semaine d'exploitation en France, Alibi.com 2 réalise 139 598 entrées supplémentaires, pour une sixième place au box-office hebdomadaire, ce qui lui permet de franchir la barre symbolique des 4 millions d'entrées en France.
| Pays ou région | Box-office                       | Date d'arrêt du box-office | Nombre de semaines |
| -------------- | -------------------------------- | -------------------------- | ------------------ |
| France         | 4 277 971 entrées                | 6 juin 2023                | 17                 |
| Total mondial  | 4 447 269 entrées 34 114 308 USD | 3 mars 2024                | 55                 |

Diffusé pour la première fois en clair à la télévision française le 16 mars 2025 sur TF1, le film rassemble 3 608 000 millions de téléspectateurs, soit 19,2 % du public,.